# ドジョウツナギ
ドジョウツナギ Glyceria ischyroneura Steud., 1855 はイネ科の植物の1つ。水辺に生えるもので細長くて花数の少ない小穂を疎らにつける。

## 特徴
全体に柔らかい質で無毛の多年生の草本。茎は束になって生じ、その基部では節毎に曲がり、先の方は斜めに立ち上がり、草丈は40〜60cm程になる。茎の太さは普通は3mm程度だが、時に大きいものがある。葉身は線形で長さ15〜20cm、幅は4〜5mm、先端は急に幅が狭くなる。また多少だがざらつく感触がある。葉舌は半円形をしている。葉鞘は左右が合わさって完全な筒状となっており、先端の縁には耳状の付属物がある。
花期は5〜6月頃。花序は円錐状で茎の先端から出て多数の小穂をつける。小穂は広線形で長さ6mm程度。5〜6個の小花が綺麗に左右に並んでいる。小穂の柱軸は細くてジグザグに曲がっている。第1包頴は膜質で透明。第2包頴は第1包頴より大きく、卵形で長さは1mmほど。護頴は広卵形をしており、長さは2mmほど、基部は膨らんでおり、背面には7本の脈がはっきり見て取れ、先端は急に尖るが芒は無い。
和名の意味は『ドジョウを繋ぐもの』で、古くに泥地で子供がドジョウを捕った際に本種の茎に刺して持ち帰ったという習慣に基づくと言い、長田(1993)もこの説を支持しているが、大橋他編(2016)にはこの植物が水辺に生えることからドジョウが寄るところに生えるからその名がある、としている。

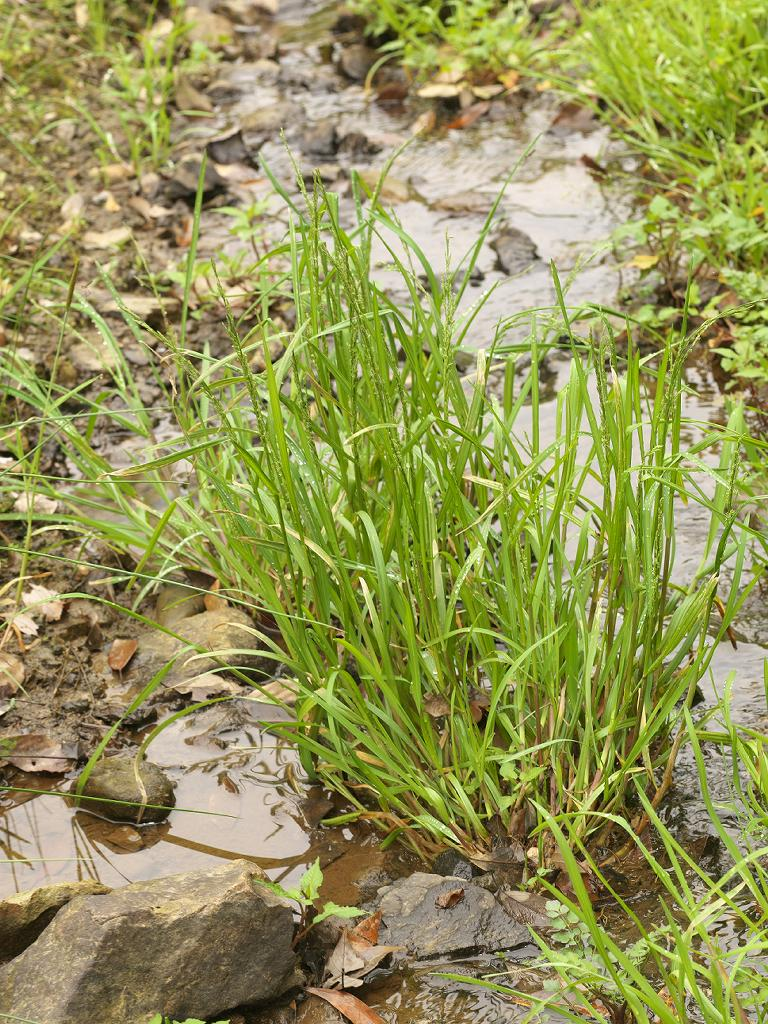
流れのそばに生えている様子
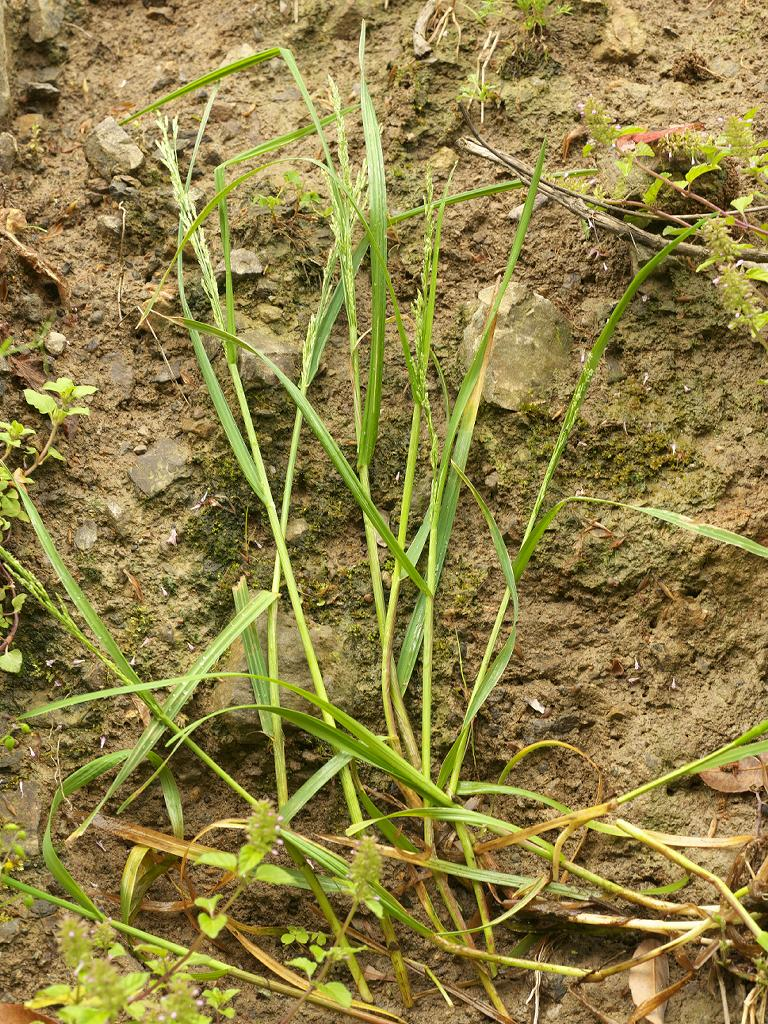
全草の様子
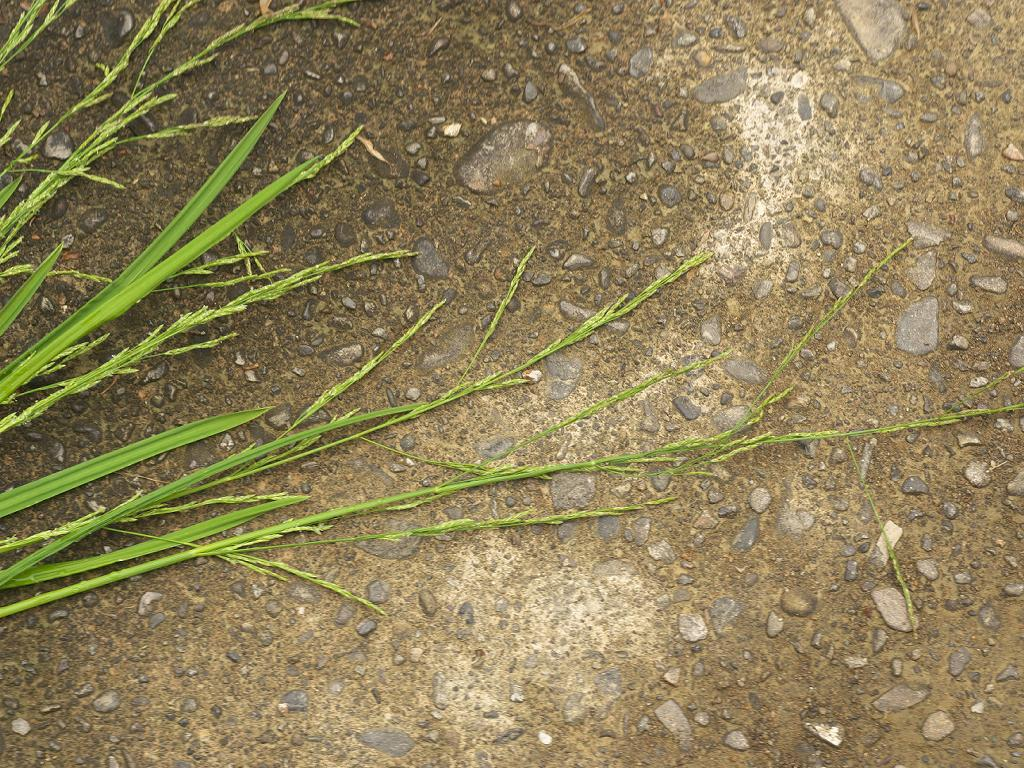
花序の拡大像
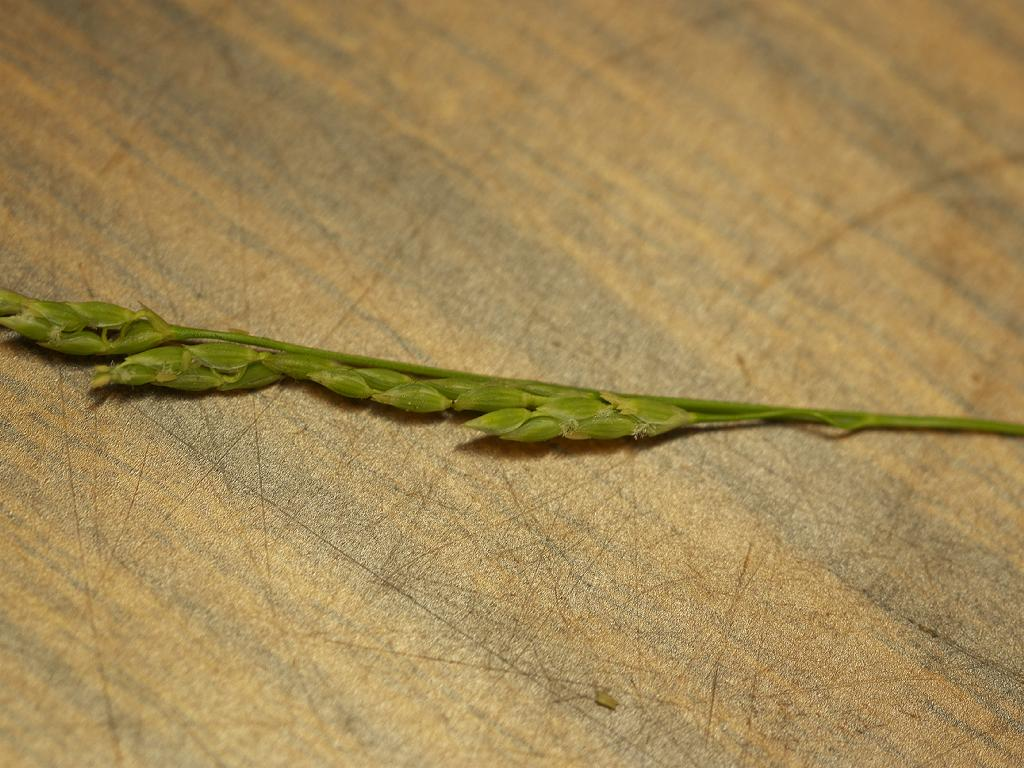
花序の枝の一部
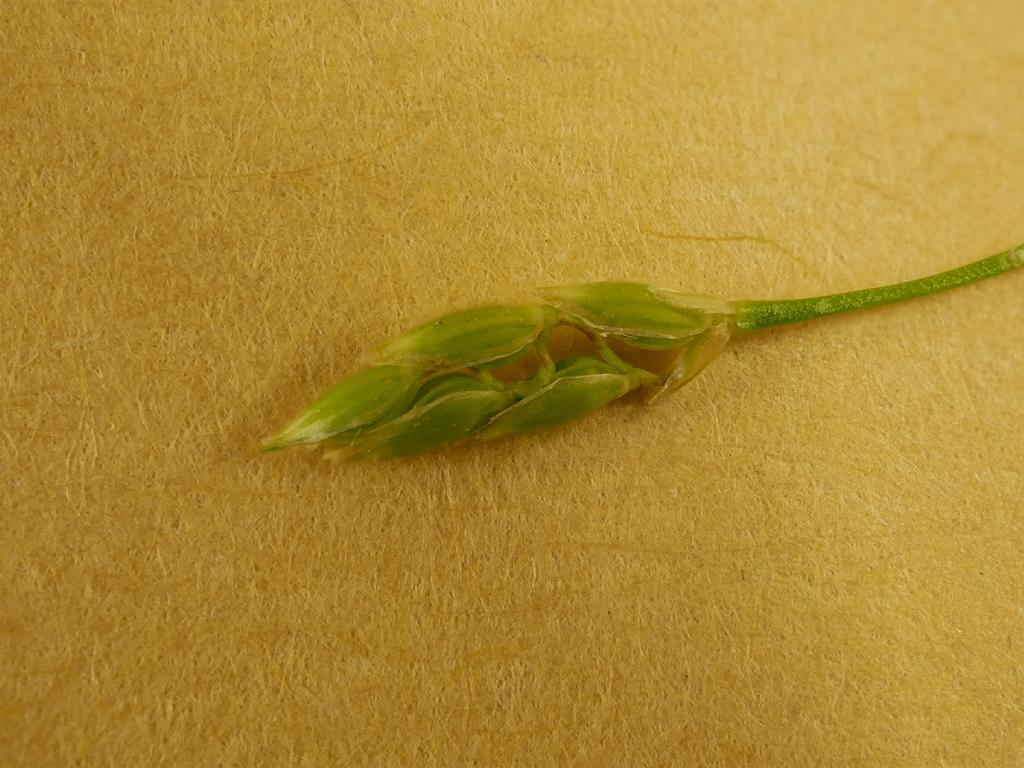
小穂・軸がジグザグになっている様子
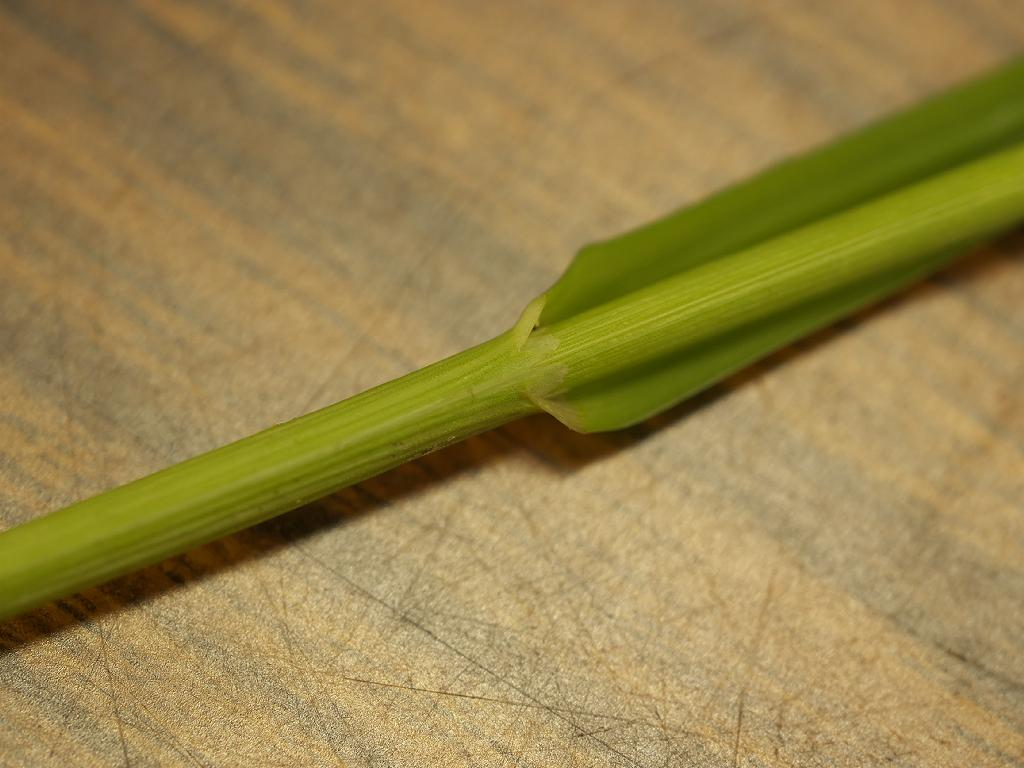
葉鞘の先端部分

## 分布と生育環境
日本では北海道から九州に分布し、国外では南千島、朝鮮半島に分布がある。長田(1993)では琉球にも分布があることになっているが、初島(1975)にも記述はない。
水湿地に生えるものであり、河川や水路などにはえ、湿った地表だけでなく、抽水性(水中の底地に根を下ろして茎葉が水面より抜き出る)の形でも生育し、湧水河川では沈水葉や浮き葉を作ることもある。かつては水田にもよく出現した。ただし現在では除草剤の普及によって水田で見かけることはごく少なくなり、それより低山地の山林中の水辺で見ることが多いといい、また高い山地にも出現しない。

## 分類、類似種など
ドジョウツナギ属は主として北半球の温帯域に分布し、約40種が知られる。日本では7種ほどが知られるが、そのうちでムツオレグサ G. acutflora などは小穂の長さが2.5〜5cmと遙かに長い。
長田(1993)は本属の判別点として水湿地に生えるイネ科で葉鞘が完全に筒状となり、小穂は数個の小花を含み、護頴の背面が丸くて太く突き出た7脈を持つことが確かめられればこの属と見てよく、その中で小穂の小花が小さくて小穂の小軸がジグザグ状に強く屈曲していれば本種と判断して良い、としている。

## 利害
上記のようにかつては水田雑草としてよく知られたものではあるが、現在では水田で見ることも少なくなっている。

## 保護の状況
環境省のレッドデータブックでは指定がなく、県別では宮崎県と鹿児島県で準絶滅危惧の指定がある。分布の南限域での指定と見られる。